# اولنس والتون
اولنس والتون (به انگلیسی: Ulnes Walton) یک روستا و محله مدنی در بریتانیا است که در Borough of Chorley واقع شده‌است. اولنس والتون ۲٬۶۷۲ نفر جمعیت دارد.